# René Pourrière
René Paul Émile Pourrière (mort le 13 janvier 1945) est un auteur dramatique et chansonnier français.

## Œuvres
- La Marocaine !, chansonnette militaire, musique de Félicien Vargues, 1908
- Le Front des mamans, musique de Odette Vargues, 1909
- Réponse à Pierrot, musique de O. Vargues, 1909
- Les trois Billets, musique de O. Vargues, 1909
- Vive l'été, musique de F. Vargues, 1909
- La Toquette, avec Alexandre Trébitsch, musique de Félicien Vargues, 1910
- Ah ! Mireille !, musique de F. Vargues, 1910
- Le Cœur de Mimi, chanson, musique de F. Vargues, 1910
- Fin d'amour, musique de Odette Vargues, 1910
- Le Rêve du gondolier, musique de O. Vargues, 1910
- Le joli Modèle, avec Maurice Duval, musique de F. Vargues, 1911
- Miarka !, chanson,musique de F. Vargues, 1911
- Un sou d'plaisir, chanson, musique de Fernand Heintz, 1912
- Carolina, musique de F. Vargues, 1912
- La Dame et le jeune homme, musique de F. Vargues, 1912
- Frans, le sonneur, musique de F. Vargues, 1912
- La Promise, chanson bretonne, musique de Mario, 1912
- La Retraite passe, chanson-marche, musique de F. Vargues, 1912
- Mam'zelle Lilas, musique de F. Vargues, 1913
- J'aime tes yeux, musique de O. Vargues, 1913
- Les Jaloux sont de grands enfants !, valse, musique de Edmond Nikelmann, 1913
- Le joli Tour, sérénade vénitienne, musique d'Alcib Mario, 1913
- La Petite blanchisseuse, chansonnette blanche, musique de Jardin, 1913
- Tango d'amour, tango, musique de Nikelmann, 1913
- Une Vie de noceur, valse, musique de Nikelmann, 1913
- C'est aimable à vous !, diction, musique de Léon Terret, 1914
- La Femme à tout le monde. Béguin de fille, valse, musique de Raoul Soler, 1914
- Ce n'est que l'Amour !, chansonnette, musique de Terret, 1914
- En 1807, retour de la Grande armée, musique de Charles Beckand, 1914
- Le Président de la République, chanson humoristique, musique de Mario, 1914
- Tristan, le jeune homme triste, musique de Émile Spencer, 1914
- Y'a bon !, chanson soudanaise, musique de Jardin, 1914
- La gavotte du sébasto, gavotte moderne, musique de Antonin Jouberti, 1914
- Gaspard à Paris, revue d'un permissionnaire en 2 actes et 6 tableaux, avec Henri Blondeau, 1917
- Moi, je n'aime pas ça !, chansonnette, musique de Vincent Scotto, 1924
- Les Affaires sont les affaires, avec Paul Diolot, musique de Vincent Puget, 1925
- Ça plait aux femmes, musique de Alcib Mario, 1942
- En écoutant la garde, avec Henri Muller, musique de Charles Jardin, 1942
- J'ai retrouvé, musique de Gaston Gabaroche, 1942
- Un soir à Bénarès, mélodie fox trot, 1942
- Papillon du soir, musique de René de Buxeuil, 1942